# Bátrak városa
A Bátrak városa (eredeti cím: Bravetown) 2015-ös amerikai független zenés filmdráma, amelyet Oscar Orlando Torres írt, és Daniel Duran rendezett rendezői debütálásában. A főbb szerepekben Lucas Till, Josh Duhamel és Kherington Payne látható.
A filmet 2015. május 8-án, korlátozott számú moziban és Video on Demand szolgáltatáson az Entertainment One forgalmazásában mutatták be. Magyarországon az HBO mutatta 2016. március 26-án.

## Cselekmény
Josh egy zeneileg tehetséges DJ, aki véletlen túladagolása után elhidegült apjához költözik Észak-Dakotába. A családjával, korábbi barátaival és szülővárosával való megbékélés érdekében tett útja során olyan érzelmi találkozásokkal szembesül, amelyek többet mutatnak, mint amire számított.

## Szereplők
| Szerep           | Színész           | Magyar hang       |
| ---------------- | ----------------- | ----------------- |
| Josh Harvest     | Lucas Till        | Jakab Márk        |
| Mary Johnson     | Kherington Payne  | Szilágyi Csenge   |
| Alexander Weller | Josh Duhamel      | Görög László      |
| Tony             | Jae Head          | Bogdán Gergő      |
| Angie            | Sharlene Taulé    | Bakonyi Alexa     |
| Jim              | Tom Everett Scott | Debreczeny Csaba  |
| Martha           | Maria Bello       | Bertalan Ágnes    |
| Annie            | Laura Dern        | Farkasinszky Edit |

### Magyar változat
- Főcím: Welker Gábor
- Magyar szöveg: Liszkay Szilvia
- Hangmérnök: Kiss István
- Vágó: Simkóné Varga Erzsébet
- Gyártásvezető: Kéner Ágnes
- Szinkronrendező: Majoros Eszter

A szinkront a Mafilm Audio Kft. készítette el.

## A film készítése
A film eredeti címe Strings volt a gyártás során.
A forgatás 2013. június 9-én kezdődött Winnipegben, Selkirkben és Manitobában.

## Bemutató
A filmet 2015. május 8-án, korlátozott számú moziban és Video on Demand formájában az Entertainment One forgalmazásában mutatták be.